# (35403) Latimer
(35403) Latimer est un astéroïde de la ceinture principale.

## Description
(35403) Latimer est un astéroïde de la ceinture principale. Il fut découvert le 22 décembre 1997 à Needville par Cynthia Gustava et Keith Rivich. Il présente une orbite caractérisée par un demi-grand axe de 2,34 UA, une excentricité de 0,07 et une inclinaison de 6,2° par rapport à l'écliptique.

## Compléments